# 73700 von Kues
73700 von Kues este un asteroid din centura principală de asteroizi.

## Descriere
73700 von Kues este un asteroid din centura principală de asteroizi. A fost descoperit pe 5 octombrie 1991 la Tautenburg de Freimut Börngen și Lutz Dieter Schmadel. Asteroidul prezintă o orbită caracterizată de o semiaxă mare de 3,12 ua, o excentricitate de 0,23 și o înclinație de 17,9° în raport cu ecliptica.